# Gossypium incanum
Gossypium incanum là một loài thực vật có hoa trong họ Cẩm quỳ. Loài này được (O.Schwartz) Hillc. mô tả khoa học đầu tiên năm 1959.